# Блуждающая Земля 2
«Блужда́ющая Земля́ 2» (кит. трад. 流浪地球2) — китайский научно-фантастический фильм, приквел картины «Блуждающая Земля», премьера которого состоялась 22 января 2023 года. Основано по одноимённой повести Лю Цысиня. Главные роли в нём играют Энди Лау и Ву Цзин.

## Сюжет
Поскольку Солнце становится расширяющимся красным гигантом и угрожает поглотить Землю через 100 лет (это было предсказано в 1977), Организация Объединенных Наций, теперь переименованная в Объединенное Земное Правительство (UEG), решает приступить к проекту «Движущаяся гора», предложению о строительстве десяти тысяч гигантских ядерных объектов, которые смогут вывести Землю с помощью термоядерных двигателей из Солнечной системы к другой обитаемой звездной системе. Также был инициирован родственный проект, Проект «Изгнание Луны», который предполагает отталкивание Луны от Земли с использованием трех точно таких же термоядерных двигателей для минимизации ее гравитационного притяжения на Земле. При этом UEG закрывает и запрещает Проект "Цифровая Жизнь" (DLP), который предлагает непрерывность человеческой цивилизации посредством цифрового бессмертия путем разработки технологий загрузки разума, которые решают многочисленные проблемы безработицы. Этот запрет происходит, несмотря на скептицизм и все более жестокие протесты общественности.
Первая фаза проекта «Движущаяся гора» заключается в пилотировании двух таких термоядерных двигателей: одного из трех двигателей Лунного Изгнания, построенных недалеко от исследовательской базы в лунном кратере Кампанус, а другого, расположенного рядом с космическим лифтом, построенным в Либревиле, Габон. Однако во время строительства двигателей серия террористических атак хорошо вооруженных сторонников DLP на объекты UEG в 2044 году привела к атаке взломанного дрона на космический лифт, а также к скоординированному взлому лифтовых машин высококвалифицированными лазутчиками. Их целью было уничтожение космической станции «Ковчег», обеспечивающей лунную операцию. Хотя астронавту-стажеру UEG Лю Пейцяну и его коллегам-стажерам удается победить угонщиков на своих транспортных средствах, это произошло после того, как угонщики взорвали ракетой один лифт, который обошел грузовой отсек, используя поддельные пропуска. В результате верхняя часть космического лифта и космической станции «Ковчег» серьезно повреждены и падают на Землю. В результате, погибло 3521 человек, а 5137 человек - пострадали.
Из-за этой атаки многие страны, работавшие над пилотной программой, вышли из нее, оставив Китай в одиночку взять на себя завершение строительства лунного и земного двигателей. Тем временем на Луне Ту Хэнъюй, компьютерный инженер, участвовавший в пилотной программе Лунного Изгнания, пробуждается от спячки, чтобы получить партию материалов, в которую входит 550C, новейший квантовый компьютер серии 550, предназначенный для тестового запуска Лунных двигателей. Используя 550A, который, судя по всему, принадлежит ему, Ту Хэнъюй просматривает симуляцию своей дочери Ту Яя, которая погибла в автокатастрофе 5 лет назад(но в связи с тем, что не хочет потерять дочь, он дал ей цифровую жизнь, правда недолго). В рамках DLP, прежде чем оно было объявлено вне закона, Ту Хэнъюй сумел записать сознание своей дочери и сохранить его на жестком диске, а ответственность за это взял на себя его наставник и руководитель проекта Ма Чжао. Для этого Ту Хэнъюй пытался использовать более новый 550C, но Ма Чжао категорически отверг его. Во время транспортировки 550C он был поврежден внезапной солнечной бурей, и на встрече с другими сопровождавшими его учеными Ту Хэнъюй предложил использовать для испытаний свою собственную модель 550A (модернизирующий вариант 550С). В свою очередь Ту попросил Ма Чжао привлечь его к будущим разработкам серии 550 в надежде дать Яя «полноценную жизнь».
После успешных испытательных запусков как лунного двигателя, так и последующего земного двигателя, UEG дает полный старт проекту «Движущаяся гора». В следующие 14 лет на экваторе и к северу от него было построено более 7000 двигателей, причем на экваторе были двигатели с крутящим моментом, которые останавливают вращение Земли. Под каждым двигателем также были построены подземные города, предоставляющие убежище обычным гражданам в предстоящем 2500-летнем межзвездном путешествии, однако согласно плану жеребьевки только 50% населения мира может получить место в подземных городах. Тем временем Лю Пейцян выходит замуж за коллегу Хань Додо и впоследствии зачинает сына Лю Ци. Проект «Движущаяся гора» официально переименован в «Проект «Блуждающая Земля», а проект «Лунное изгнание» идет полным ходом, поскольку три завершенных лунных двигателя начинают отталкивать Луну от Земли. А также, 24-часовой интервал меняется на 60-часовой, ценой функционирования интернета, а UEG следит за экономикой.
С течением времени солнечный кризис становится все более неизбежным, о чем свидетельствуют всплески солнечной радиации. Из-за радиации значительная часть населения мира заболела раком, и Хань Додо становится одной из них. Еще больше плохих новостей пришло, поскольку Лю Пейцян был единственным в своей семье, кто получил место в подземных городах, и только их сын Лю Ци имеет право следовать за ним. В 2058 году Лю Пейцян подает заявку на работу на восстановленной космической станции, теперь переименованной в «Навигатор МКС», в надежде стать частью преференциальной политики, которая могла бы гарантировать Хань Додо место и в подземных городах. Во время интервью, проведенного автономным 550W, оснащенным искусственным интеллектом, новейшей и самой совершенной итерацией серии 550, Лю Пейцян приходит в ярость от 550W, поскольку он подтверждает его семейные намерения работать на борту Навигатора МКС, и все это является частью стресс-теста, который для каждого испытуемого является существенным. Ту Хэнъюй, будучи одним из экзаменаторов, становится свидетелем того, как разворачивается гнев Лю Пейцяна, и вспоминает автокатастрофу, в которой погибла его дочь. Не видя свою дочь последние 14 лет и находясь под влиянием вспышки Лю Пейцяна, уже пожилой Ту Хэнъюй решает загрузить записанное сознание Ту Яя в суперкомпьютер мощностью 550W, который все еще хранится в комнате для интервью. Сразу после этой загрузки лунные двигатели перегружаются(после запуска, началась проблема), а затем взрываются, отправляя Луну на курс столкновения с Землей. Ту Хэнъюй, нарушивший закон при загрузке, был немедленно арестован и заключен в тюрьму, а предсказание 2058 года происходит как раз под стать.
Чтобы справиться с кризисом "Лунного падения", UEG инициирует резервный план, который включает в себя взрыв всего ядерного оружия Земли на концентрированной фазированной решетке в кратере Кампанус (код для активации переданы каждому встречному на телефонах), вызывая ядерный синтез в ядре Луны, тем самым приводя к ее взрыву. После этого 7000 земных двигателей будут запущены, чтобы убрать Землю с пути лунного мусора, не давая большим обломкам навредить миссию по миграции Земли. Однако, поскольку кризис Падения Луны произошел в столь короткие сроки, выделенная сеть управления Земными двигателями еще не была завершена. Таким образом, путем перезагрузки центров обработки данных корневых серверов Интернета, расположенных в Токио, Пекине и Даллесе, был инициирован план перезапуска давно отключенного Интернета для использования его в качестве сети управления(иначе поверхность Земли будет уничтожена). Ту Хэнъюй, отбывавший тюремный срок, был отозван китайским правительством для выполнения задачи по перезапуску корневого сервера Пекина в составе команды, в которую входил его наставник Ма Чжао.
Борьба с кризисом Падения Луны сталкивается с многочисленными неудачами из-за трудностей с расшифровкой ядерного кода, которые еще больше усугубляются коротким временным окном, прежде чем Луна достигнет своего предела Роша и распадется на части, которые уничтожат Землю. Лю Пейцян, участник миссии по размещению ядерного оружия на Луне, едва избегает смерти, когда космический корабль его команды врезается в обломки, выброшенные взорвавшимися лунными двигателями. Он находит транспорт на заброшенной исследовательской базе, а также посадочный, модуль, который он использовал, чтобы отправить остальную часть своей команды обратно на МКС-навигатор, к их большому неудовольствию, в то время как сам транспортирует ядерное оружие, назначенное его команде. Тем временем расшифровка кода зашла в тупик, в результате чего 300 астронавтов старше 50 лет (включая знакомого Лю Пейцяна) добровольно пожертвовали собой, чтобы вручную взорвать ядерное оружие. Лю чудом переживает ядерный взрыв (Чжан догадался что Лю на Луне, и не желая чувствовать вину за его смерть, попросил своих иностранных соратников отправить его на первую лунную капсулу "Свет Земли"), сумев направить капсулу обратно на МКС. Примерно в это же время на Землю уже начали падать лунные обломки (пострадали Торонто, Сидней, Лондон, Нью-Йорк и несколько других городов), один из которых попал прямо в дата-центр Пекина, затопив его внутренности и утопив Ма Чжао. Ту Хэнъюй, понимая, что у него осталось немного времени, прежде чем он утонет, загружает в сеть копию своего собственного записанного сознания. Первоначально полагая, что это не удалось, UEG передает человечеству последнее сообщение, предупреждая, что Луна врежется в Землю через 3 дня. Это приводит к массовой панике, грабежам и беспорядкам по всему миру. Воссоединившись с Ту Яя, цифровому «я» Ту Хэнъю удается вовремя перезагрузить последний интернет-сервер, массово активируя земные двигатели и уводя Землю от курса лунного мусора. Мир празднует конец "Лунного Падения".
В 2065 году, Объединенное Земное Правительство который новый штаб находится в Северном Полюсе, выступают с речью о плане миграции Земли, Чжоу получает сводку о 2075 году (он вернётся), 24-часовой интервал восстановлен, а Лю Пейцян обсудил с 550W (МОСС - перевернутая нумеризация, назван в честь кого-то) что у человечества будет возможность выжить. Земля направляется к Юпитеру.
В сцене после титров к цифровому "я" Ту обращается «МОСС». Теперь разумный суперкомпьютер показывает, что он стоял за каждым кризисом, который когда-либо вредил усилиям человечества по спасению себя, так как миры и целые цивилизации менялись под угрозами вымирания (а также несёт ответственность за повреждение Лунных Двигателей), и добавляет, что Кризисы в 2044, 2058 и 2075 годах - это лишь "цветочки". Ту говорит, что его время истекло, но МОСС говорит, что это не так. Когда экран удаляется, а стук услышан, оказывается, он не единственный житель в Виртуальном мире.

## В ролях
- Энди Лау — Ту Хэнью, учёный работающий на проекты «Цифровая жизнь», и «Движущаяся гора».
- Ву Цзин[6] — Лю Пэйцян - астронавт-стажер Объединённого Земного Правительства, пережившего многочисленные кризисы, связанные с проектом «Движущаяся гора».
- Ли Сюэцзянь — Чжоу Чжэчжи - посол Китая в ОЗП.
- Ша Ии — Чжан Пэн - старший лётчик-истребитель в ОЗП и наставник Лю.
- Нин Ли — Ма Чжао - исследователь квантовых вычислений и искусственного интеллекта, и один из коллег Ту.
- Ван Чжи — Хань Додо - сокурница Лю Пэйцяна, которая стала его женой и родила Лю Ци. После этого, она умирает от рака и лучевой болезнью в 2058 году.
- Чжу Яньманзи — Хао Сяоси - спикер китайской делигации в ОЗП, и личный помощник Чжоу. В одной сцене показан маленький Ли Ии, и это показывает что она его мать.
- Энди Френд — Майк - американский посол в ОЗП и хороший соратник Чжоу.
- Клара Ли, Тони Николсон и Владимир Ершов — Угонщики космического лифта, которые пытались выдать себя за стажеров-космонавтов, и в результате замедлилась проект и "Ковчег" который находится на МКС, и «Движущаяся гора».
- Даниэла Дасси, Конго Данжан, Энг Чин и другие — астронавты с МКС.

Поскольку фильм был посвящён Ин Мань-Тату, и он умер до премьеры фильма в 2021 году, ему успели сделать малую роль в фильме который сыграл Хань Чжана, но при этом омолодили с помощью компьютерной технологией, и цифровой графики.

## Производство и премьера
Фильм «Блуждающая Земля» вышел в прокат в январе 2019 года и имел большой коммерческий успех. 20 ноября того же года на церемонии вручения премии «Золотой петух» режиссёр картины Франт Куо рассказал о начале работы над сиквелом. По его словам, в новом фильме больше внимания будет уделено проработке персонажей и визуальным эффектам; при этом производство могло начаться только через четыре года. 2 декабря 2020 года, на следующей церемонии вручения той же премии, Куо сообщил, что премьера фильма назначена на 22 января 2023 года (первый день китайских новогодних праздников). Тогда же был выпущен постер с фразой «Прощай, Солнечная система», написанной на множестве разных языков.
18 июня 2021 года Энди Лау объявил во время прямой трансляции празднования 33-й годовщины своего фан-клуба Andy World Club, что сыграет главную роль в фильме. 21 июля того же года стало известно, что фильм одобрен Национальным управлением радио и телевидения. Куо стал режиссёром проекта и написал сценарий в соавторстве с Гон Гиром. Производство финансировали компании Guo Fan Culture and Media и China Film Company.
Съёмки начались в октябре 2021 года в Циндао. Фильм оказался не сиквелом, а приквелом «Блуждающей земли». В конце января 2023 года он вышел в прокат в Китае, США и Канаде. А в России вышел 12 апреля, в день Космонавтики.

## Кассовые сборы
Фильм имел огромный коммерческий успех в Китае. В день премьеры 22 января в Китае фильм заработал около 70 млн долларов США, на второй день — 55 млн долларов США. Всего за первые три дня фильм заработал 187 млн долларов США. Всего за 8 дней фильм заработал более 378 млн долларов США, причем 31,3 млн долларов США было получено от показов в кинотеатрах IMAX. За первые выходные фильм заработал 56,4 млн долларов США и на шестнадцатый день преодолел отметку в 500 млн долларов США. Удержался на первом месте во второй уикенд, заработав 24,5 млн долларов США.

## Восприятие
На сайте Rotten Tomatoes фильм имеет рейтинг 89 % основанный на 19 отзывах, со средней оценкой 6.4/10.